# Pang (Parbat)
Pang (nepalski: पाङ) – gaun wikas samiti w zachodniej części Nepalu w strefie Dhawalagiri w dystrykcie Parbat. Według nepalskiego spisu powszechnego z 2001 roku liczył on 1041 gospodarstw domowych i 4907 mieszkańców (2600 kobiet i 2307 mężczyzn).